# Dasyurus albopunctatus
Dasyurus albopunctatus е вид бозайник от семейство Торбести мишки (Dasyuridae). Видът е почти застрашен от изчезване.